# Vụ ám sát Benazir Bhutto
Vụ ám sát cựu thủ tướng và là ứng cử viên tranh cử trong cuộc cuộc bầu cử được ấn định tháng 1 năm 2008, bà Benazir Bhutto diễn ra ngày 27 tháng 12 năm 2007, là một trong những sự kiện chính trị lớn nhất Pakistan năm 2007.

## Diễn biến sự kiện

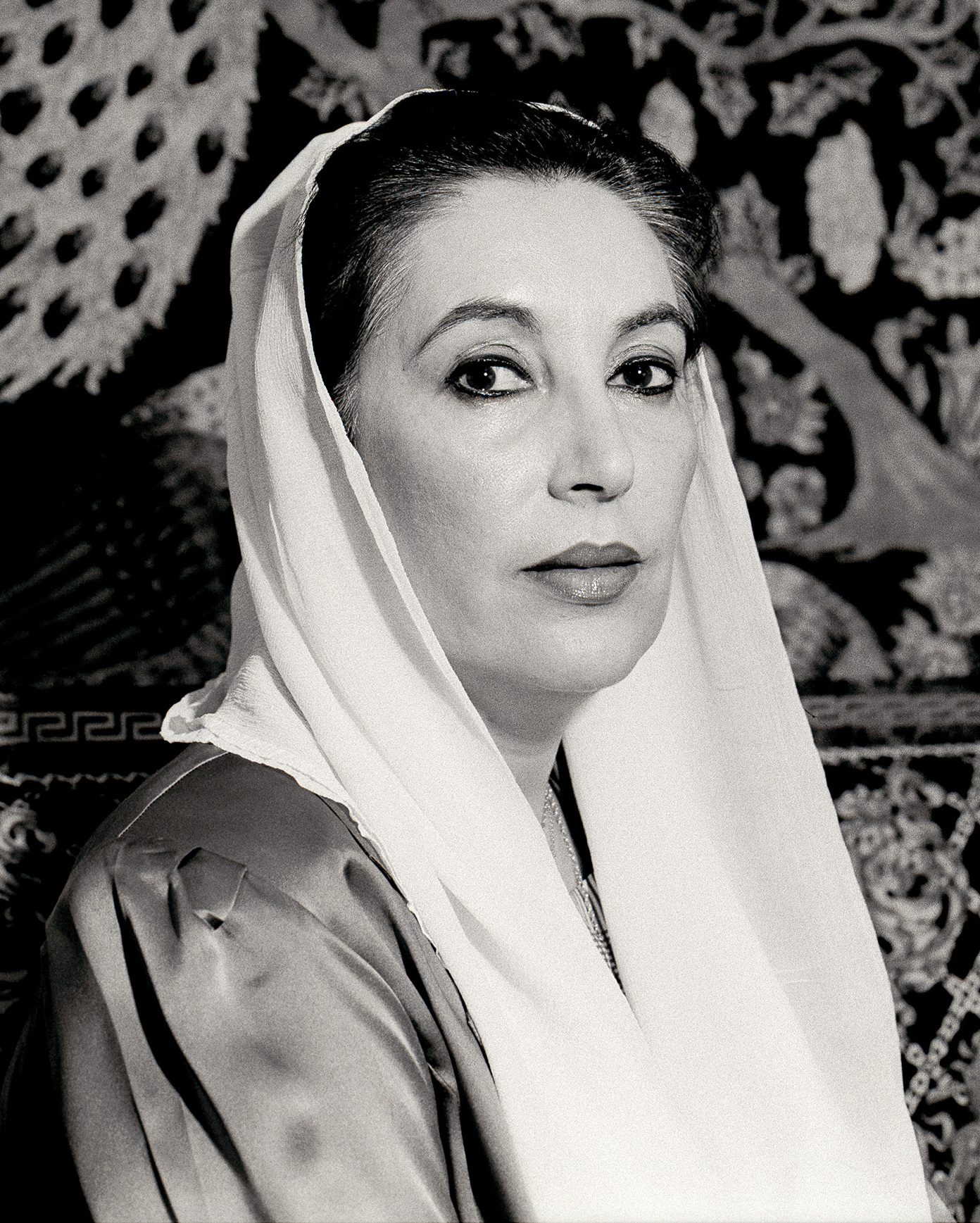
Benazir Bhutto tại Dubai vào năm 2006

Bà Benazir Bhutto, hai lần làm thủ tướng Pakistan (nhiệm kỳ đầu1988–1990; nhiệm kỳ hai 1993–1996) và sau đó là lãnh đạo của đảng đối lập Đảng Nhân dân Pakistan, đã bị ám sát ngày 27 tháng 12 năm 2007. Lúc đó bà đang vận động tranh cử cho cuộc cuộc bầu cử được ấn định tháng 1 năm 2008. Khi đang rời cuộc mít ting lớn tại Liaquat National Bagh ở Rawalpindi, Benazir Bhutto đã bị một người đàn ông bắn 3 phát và sau đó đã tự sát bằng bom. Người ta tuyên bố bà qua đời vào lúc 18h16 giờ địa phương (13:16 UTC), tại Bệnh viện Đa khoa Rawalpindi. Ít nhất 24 người khác đã được xác nhận tử vong trong cuộc ám sát này..
Ngay sau khi bà trở về sau khi sống lưu vong hai tháng trước đó, bà đã sống sót sau cuộc mưu sát tương tự nhằm vào bà và đã cướp đi sinh mạng 136 người.

## Các giả thuyết
Dù các báo cáo ban đầu cho thấy bà đã bị trúng mảnh đạn hay đạn súng ngắn trước đó, Bộ Nội vụ Pakistan ban đầu tuyên bố rằng Bhutto từ trần do vỡ sọ khi lực vụ nổ xô bà ngã xuống cửa mái xe. Các trợ lý của Bhutto phủ nhận giả thuyết này và cho rằng bà đã bị hai phát súng ngắn trước khi vụ nổ bom tự sát. Sau đó Bộ Nội vụ đã rút lại tuyên bố trên.